# Niedźwiedź (Cracovie)
Pour les articles homonymes, voir Niedźwiedź.
Niedźwiedź est une localité polonaise de la gmina de Słomniki, située dans le powiat de Cracovie en voïvodie de Petite-Pologne.